# Vieja synspila
Vieja synspila es una especie de peces de la familia Cichlidae en el orden de los Perciformes.

## Morfología
Los machos pueden llegar alcanzar los 35 cm de longitud total.

## Distribución geográfica
Se encuentra en  América Central: río Usumacinta (México, Guatemala y Belice ).